# 聯合統計區
聯合統計區（英語：Combined Statistical Area，縮寫：CSA）是美國行政管理和預算局的一個設定區域，用於將跨越美國50個州和波多黎各的相鄰大都市統計區（MSA）和小都市統計區（µSA）結合起來，可以證明經濟或社會聯繫。行政管理和預算局將聯合統計區定義為由相鄰大都市和小都市地區的各種組分組成、經濟聯繫以通勤模式為主的區域。這些合併的區域在更大的聯合統計區內保留自己作為大城市或小城市統計區域的名稱。
CSA和MSA/µSA之間的主要區別因素是CSA內各個MSA/µSA之間的社會和經濟聯繫低於MSA內縣域之間的社會和經濟聯繫。CSA代表多個大都市或小都市地區，這些地區的就業交流率至少為15%。CSA通常代表勞動力和媒體市場重疊的地區。
截至2020年3月，美國本土共有172個聯合統計區，另外三個位於波多黎各境內。